# Voleibol sentado en los Juegos Parapanamericanos
El voleibol sentado es uno de los deportes que se ha disputado en diferentes ediciones de los Juegos Parapanamericanos. Es organizado por la Organización Deportiva Panamericana.
El torneo masculino se introdujo por primera vez en la edición de Rio 2007.La competición femenina, por su parte, recién se disputó 2 ediciones posteriores, incorporándose durante los Juegos Parapanamericanos de Toronto 2015

## Torneo Masculino
| Edición       | Sede                     | Medalla de oro       | Medalla de plata     | Medalla de bronce    | ref                  |
| ------------- | ------------------------ | -------------------- | -------------------- | -------------------- | -------------------- |
| 1999          | Ciudad de México, México | No se disputó torneo | No se disputó torneo | No se disputó torneo | No se disputó torneo |
| 2003          | Mar del Plata, Argentina | No se disputó torneo | No se disputó torneo | No se disputó torneo | No se disputó torneo |
| 2007 Detalles | Rio de Janeiro, Brasil   | Brasil               | Estados Unidos       | Canadá               |                      |
| 2011 Detalles | Guadalajara, México      | Brasil               | Estados Unidos       | Canadá               |                      |
| 2015 Detalles | Toronto, Canadá          | Brasil               | Estados Unidos       | Canadá               |                      |
| 2019 Detalles | Lima, Perú               | Brasil               | Estados Unidos       | Canadá               |                      |
| 2023          | Santiago, Chile          | No se disputó torneo | No se disputó torneo | No se disputó torneo | No se disputó torneo |

### Medallero
Actualizado Lima 2019
| Núm. | País           | Oro | Plata | Bronce | Total |
| ---- | -------------- | --- | ----- | ------ | ----- |
| 1    | Brasil         | 4   | 0     | 0      | 4     |
| 2    | Estados Unidos | 0   | 4     | 0      | 4     |
| 3    | Canadá         | 0   | 0     | 4      | 4     |

## Torneo Femenino
| Edición       | Sede                     | Medalla de oro       | Medalla de plata     | Medalla de bronce    | ref                  |
| ------------- | ------------------------ | -------------------- | -------------------- | -------------------- | -------------------- |
| 1999          | Ciudad de México, México | No se disputó torneo | No se disputó torneo | No se disputó torneo | No se disputó torneo |
| 2003          | Mar del Plata, Argentina | No se disputó torneo | No se disputó torneo | No se disputó torneo | No se disputó torneo |
| 2007          | Rio de Janeiro, Brasil   | No se disputó torneo | No se disputó torneo | No se disputó torneo | No se disputó torneo |
| 2011          | Guadalajara, México      | No se disputó torneo | No se disputó torneo | No se disputó torneo | No se disputó torneo |
| 2015 Detalles | Toronto, Canadá          | Estados Unidos       | Brasil               | Canadá               |                      |
| 2019 Detalles | Lima, Perú               | Estados Unidos       | Brasil               | Canadá               |                      |
| 2023          | Santiago, Chile          | No se disputó torneo | No se disputó torneo | No se disputó torneo | No se disputó torneo |

### Medallero
Actualizado Lima 2019
| Núm. | País           | Oro | Plata | Bronce | Total |
| ---- | -------------- | --- | ----- | ------ | ----- |
| 1    | Estados Unidos | 2   | 0     | 0      | 2     |
| 2    | Brasil         | 0   | 2     | 0      | 2     |
| 3    | Canadá         | 0   | 0     | 2      | 2     |

## Medallero ambas ramas
Actualizado Lima 2019
| Núm. | País           | Oro | Plata | Bronce | Total |
| ---- | -------------- | --- | ----- | ------ | ----- |
| 1    | Brasil         | 4   | 2     | 0      | 6     |
| 2    | Estados Unidos | 2   | 4     | 0      | 6     |
| 3    | Canadá         | 0   | 0     | 6      | 6     |